# Ruth Amundson
Ruth Karin Maria Amundson, född 16 oktober 1887 i Ödsmåls församling, Göteborgs och Bohus län, död där 12 december 1977, var en svensk sekreterare och politiker (högern).
Ruth Amundson var ordförande i Ödsmåls hushållningsgille och delägare i Jordhammars gård i Ödsmål, strax norr om Stenungsund. Hennes riksdagstid var kort, hon var ledamot av första kammaren från 24 februari 1949 och året ut, invald i Göteborgs och Bohus läns valkrets. Hon var även ledamot av Ödsmåls kommunfullmäktige och Stenungsunds kommunfullmäktige samt landstingsman för Göteborgs och Bohus läns landsting 1937–1946.